# عزلة المجزع (إب)

تعديل مصدري - تعديل

عزلة المجزع هي إحدى عزل مديرية السياني في محافظة إب اليمنية ويبلغ تعداد سكانها 3970 نسمة حسب التعداد السكاني في اليمن لعام 2004.